# 泰国啤酒产业

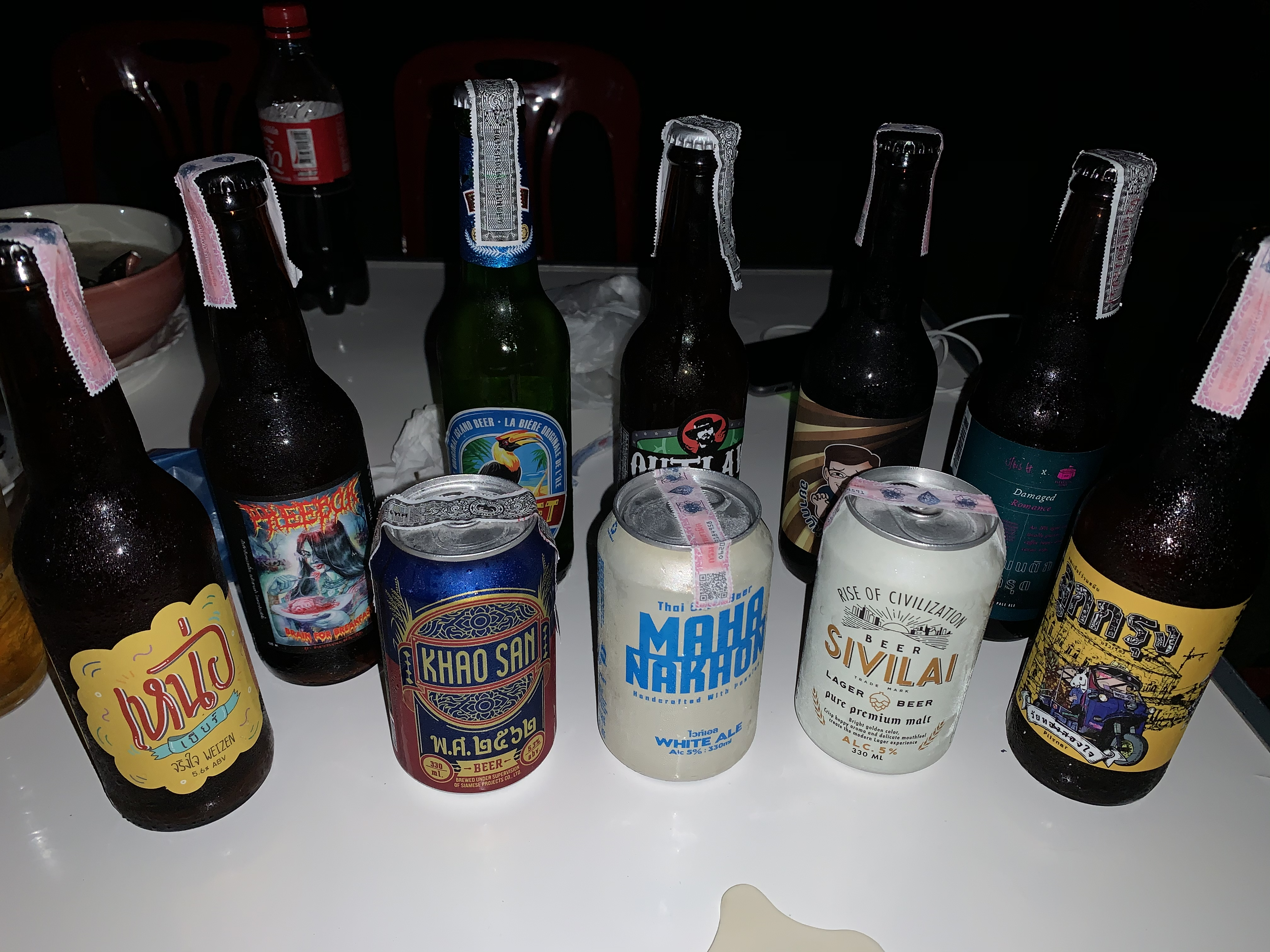
泰国各种品牌的精酿啤酒

泰国啤酒产业始于1933 年，当时Boon Rawd啤酒厂获得生产啤酒的许可证，该啤酒厂至今仍在生产泰国最知名的Singha啤酒（发音为“sing”），Singha啤酒有常规版（酒精度5%）、淡啤（酒精度4.5%）和生啤三种版本。
Singha啤酒最大的竞争对手是泰国酿酒公司生产的Chang啤酒，该公司赞助了英格兰埃弗顿足球俱乐部，并在2004-2017年间将公司的名称和标志印在队衣上。
自1995年起泰国亚太啤酒厂（TAPB）就一直在暖武里府的工厂生产喜力、虎牌、Cheers和Cheers X-Tra（酒精度6.5%）啤酒。该公司也是健力士和Kilkenny啤酒的进口商。
Boon Rawd啤酒厂还生产常规拉格啤酒Leo和面向大众市场的非高端拉格啤酒ThaiBev Archa。Boon Rawd啤酒厂也曾销售面向全球市场的Mittweida啤酒，但该品牌已被和InBev公司合作生产的Kloster啤酒取代。Boon Rawd还销售酒精度为6.5%的“泰国啤酒”（Thai Beer）。
其他泰国啤酒公司还有普吉（Phuket）和暹罗（Siam）啤酒，均产自巴吞他尼府。暹罗啤酒将旗下曼谷（Bangkok）啤酒出口至国外而不在国内销售。普吉和Federbräu啤酒是泰国唯一按照德国啤酒纯酿法酿造的啤酒。普吉的拉格啤酒在2006年世界品质评鉴大会上获得泰国啤酒史上第一枚金牌。Klassik啤酒是另一款在巴吞他尼府酿造的啤酒。
进口的外国啤酒在泰国并不受欢迎，主因是政府为保护本国啤酒产业征收高达60%的进口税。此外，所有的进口啤酒必须在瓶盖上贴上进口标签。因此泰国啤酒公司纷纷与西方啤酒公司建立合作关系，例如嘉士伯与泰国酿酒公司合作， 朝日啤酒与Boon Rawd合作。

## 市场状况
泰国的啤酒销售状况在过去一直保持稳定，但去年Singha、Chang等啤酒品牌为吸引新客户而进行了创新，泰国的啤酒销售出现了增长。
泰国的主流品牌啤酒市占超过80%，营收高达1.8亿泰铢。
泰国最大的两家啤酒公司Boon Rawd啤酒厂和泰国酿酒公司的营业额如下。
泰国酿酒公司：
- 2012年 – 营收：343.86亿泰铢   亏损：12.56亿泰铢
- 2013年 – 营收：329.35亿泰铢   亏损：4.47亿泰铢
- 2014年 – 营收：351.93 亿泰铢   盈利：3.96亿泰铢
- 2015年 – 营收：431.12 亿泰铢   盈利：12.15亿泰铢
- 2016年 – 营收：443.97 亿泰铢   盈利：27.8亿泰铢

Boon Rawd啤酒厂：
- 2012年 – 营收：989.9亿泰铢   盈利：31.15亿泰铢
- 2013年 – 营收：1055.63亿泰铢   盈利：32.56亿泰铢
- 2014年 – 营收：1138.97亿泰铢  盈利：29.15亿泰铢
- 2015年 – 营收：1165.48亿泰铢   盈利：23.1亿泰铢
- 2016年 – 营收：1047.94亿泰铢   盈利：7.7亿泰铢

上述数据中，Leo占营收的53%、Chang占38%、Singha占5%。
观察上述数据就可得知泰国的啤酒销售正在增长。

## 精酿啤酒

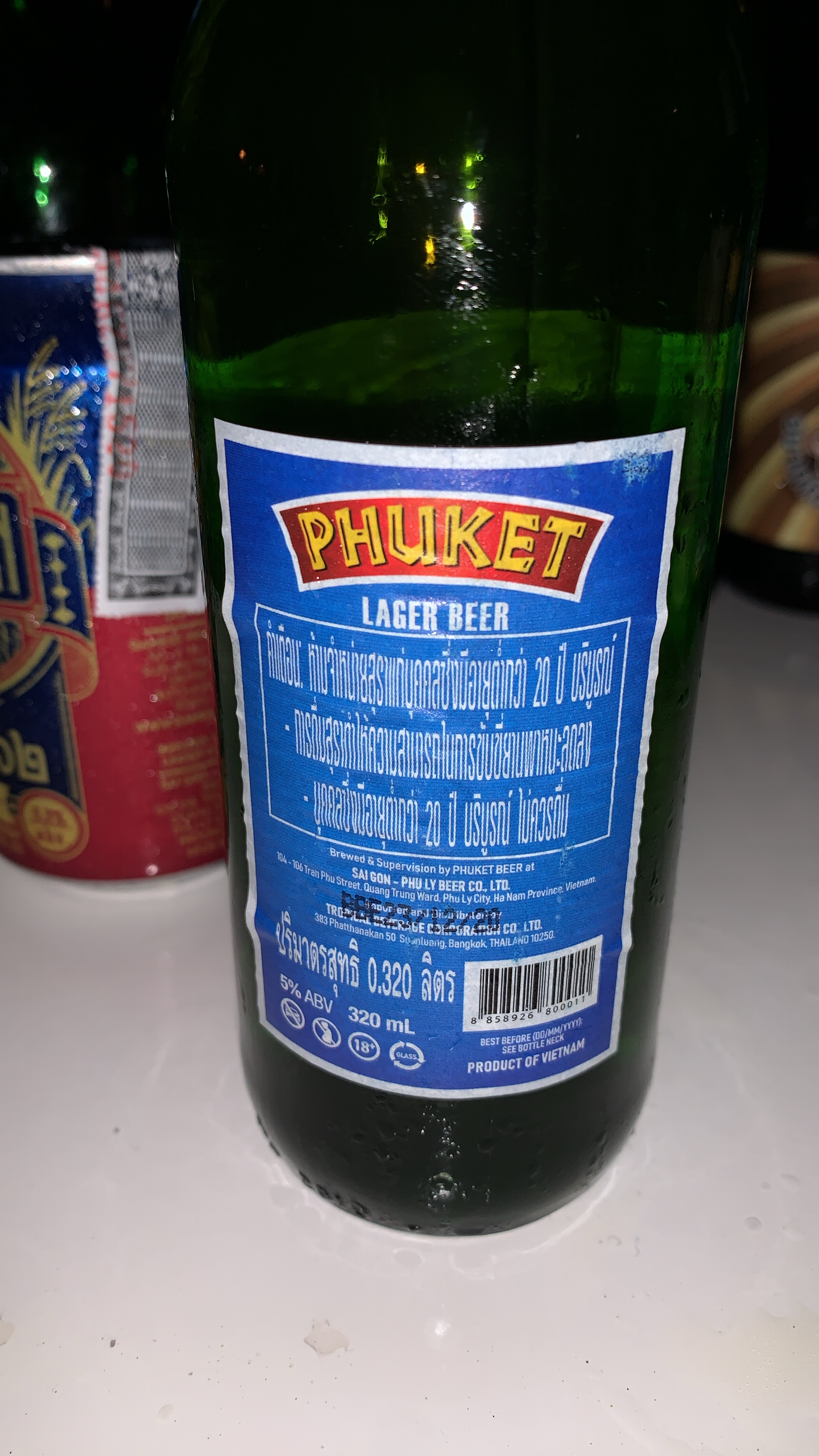
泰国知名的普吉精酿啤酒在其瓶子上说明，啤酒是在越南酿造的，主因是泰国对酿酒厂的严格规定

泰国为啤酒生产商提供两种类型的许可证。1950年颁布的《酒类法》规定，啤酒只能在年产量超过1,000,000升的工厂中生产。或者在年产量至少为100,000升的自酿啤酒屋中生产，不能装瓶且需要在现场销售。啤酒屋的精酿啤酒不得在店外销售。2000年泰国财政部规定，无论是哪一种啤酒生产商，如果想要合法生产就必须是资本额至少有1000万泰铢的有限责任公司。根据1950年的《酒类法》规定，对于“私自酿酒”的最高处罚是：自酿酒类最高罚款200泰铢，而销售自酿酒最高可罚款5,000泰铢。2016年12月，泰国议会通过了一项新法律，将非法生产酒类的最高处罚提升到100,000泰铢或六个月监禁，也可以两者并罚。销售非法啤酒的最高罚款提升至5万泰铢。一名小型酿酒商解释说如果想要在场外销售精酿啤酒：“我们有两个选择，要么委托海外工厂生产，要么自己在国外建厂……然后将啤酒进口到泰国”。
与此同时，泰国的东盟邻国缅甸（被军队控制）在 2017年1月建立了第一家小型精酿啤酒厂”Burbrit“。其名字取自“缅甸”和“英国”，以此纪念英国对缅甸酿酒史的影响。

## 泰国工业啤酒厂
- Asia Pacific Breweries
- Boon Rawd Brewery
- 嘉士伯
- 喜力
- Phuket啤酒（属于泰国生力啤酒，由Tropical Beverage监管）[11]
- 生力啤酒[12]
- 泰国酿酒

## 图库

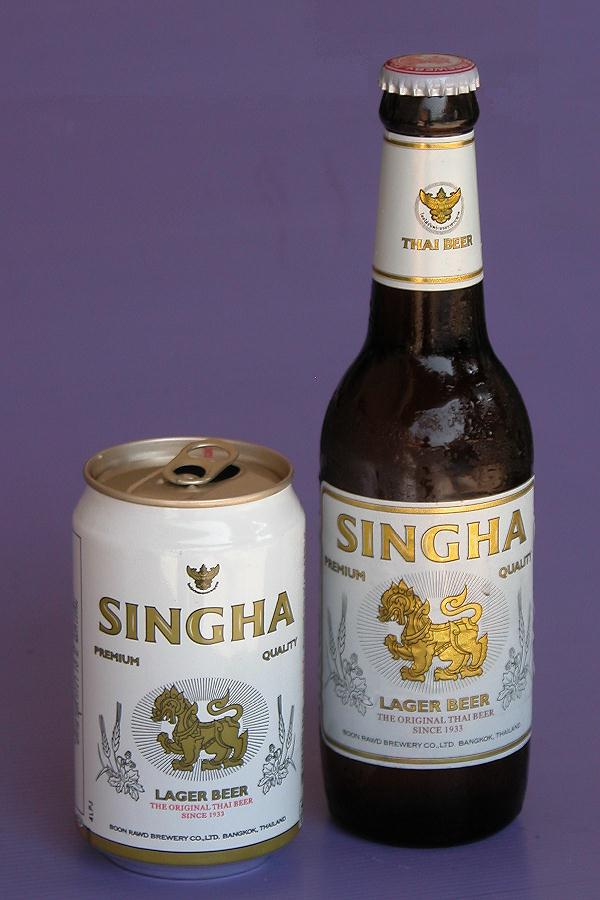
Singha啤酒
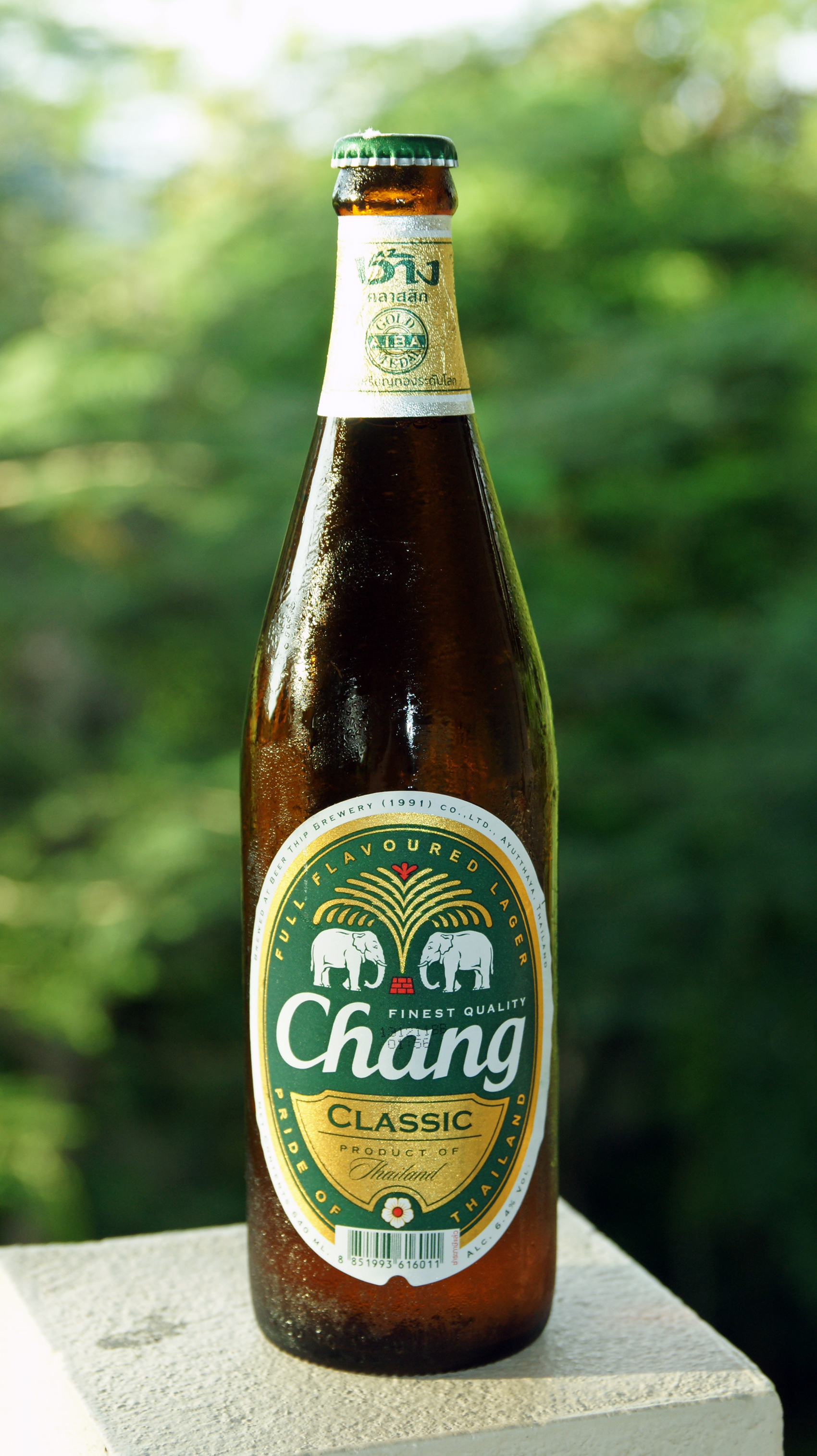
Chang啤酒
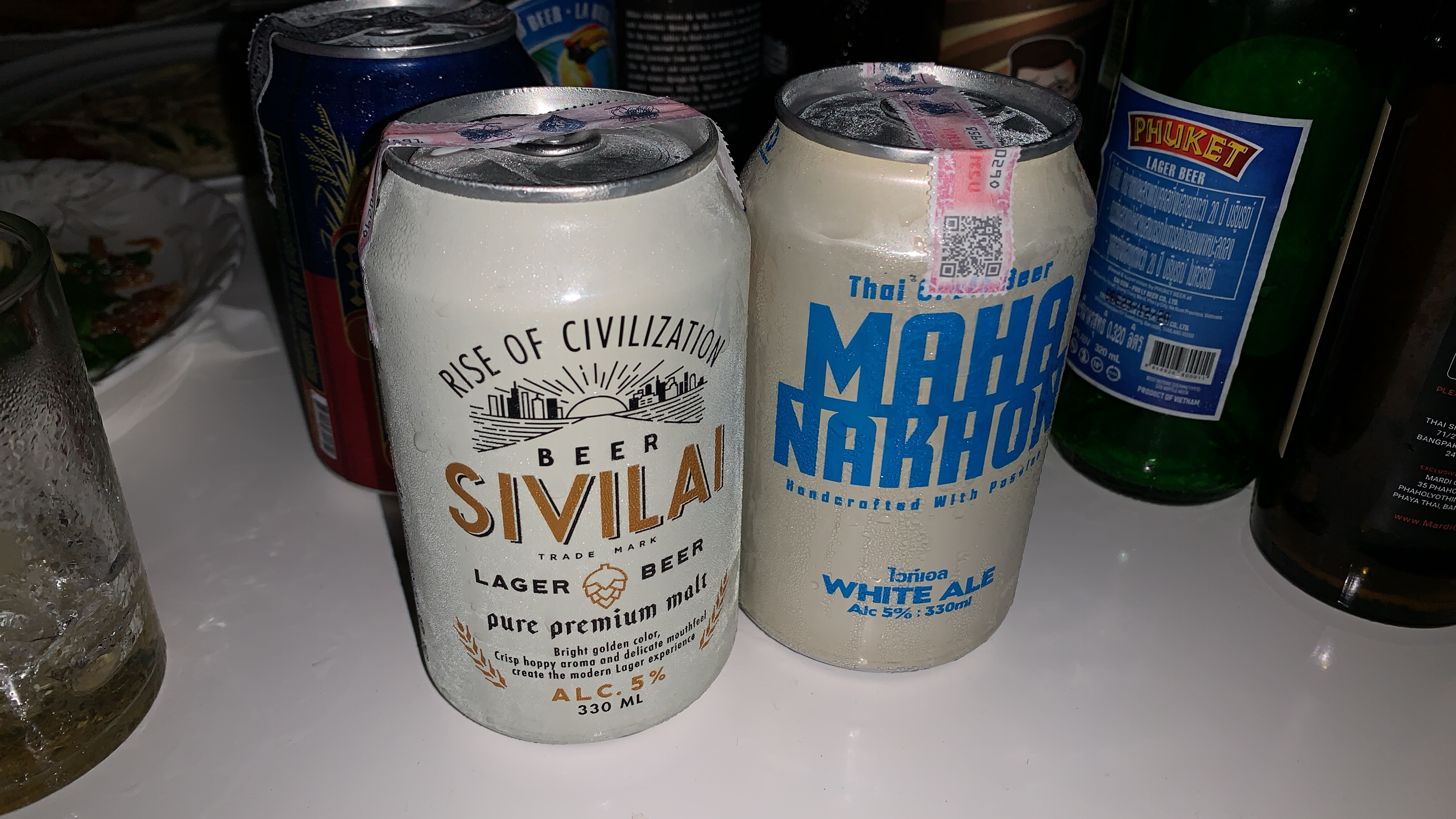
泰国精酿啤酒Sivilai和Mahanakhon
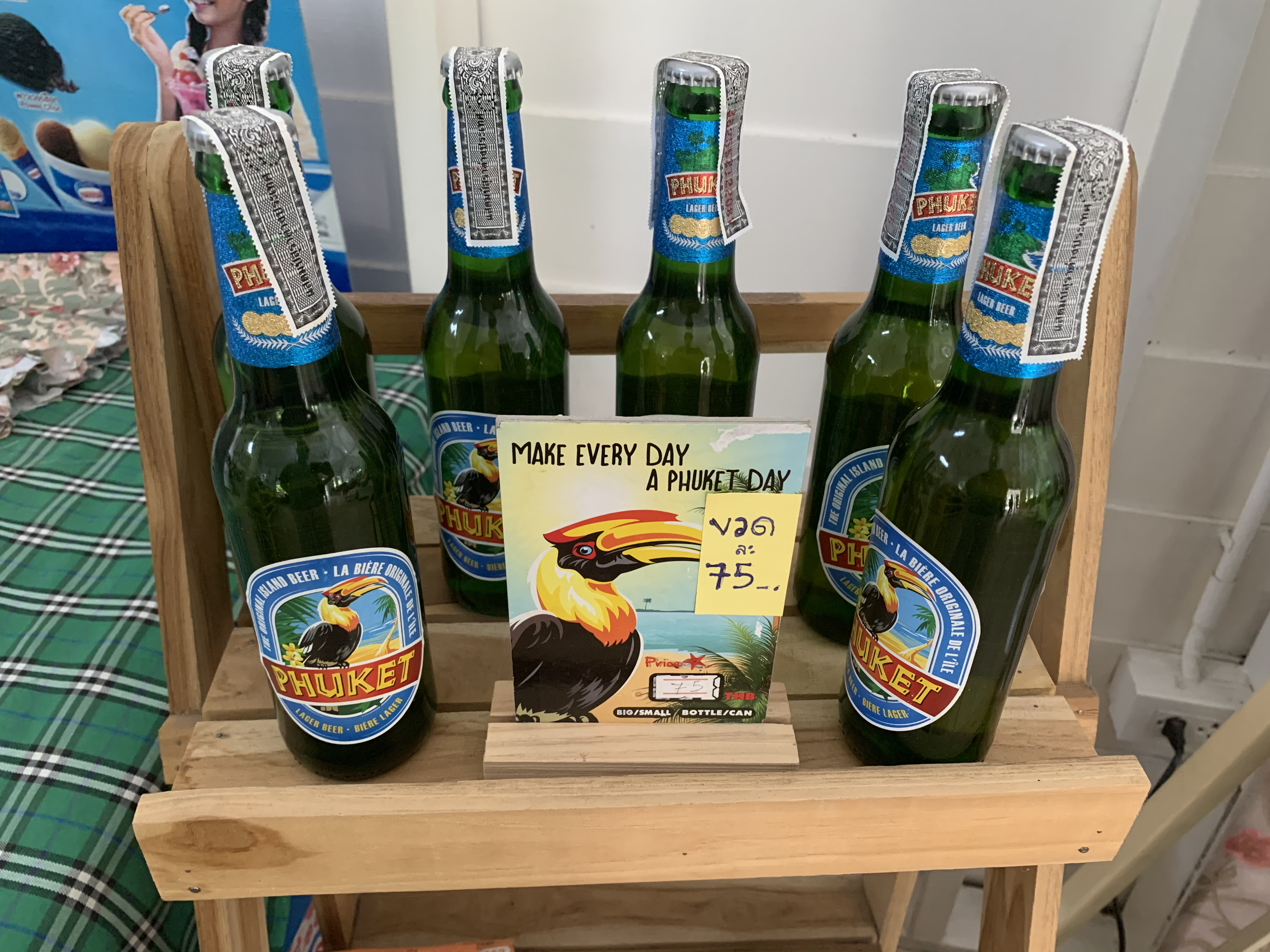
普吉精酿啤酒

## 相关
- 世界各地的啤酒品牌